# Георги Донов
Георги Донов е български скулптор.

## Биография
Роден е през 1961 г. в София. Завършва Висшия институт за изобразително изкуство „Николай Павлович“, специалност „Скулптура“ при проф. Любомир Прахов през 1992 г.

## Творчество
Индивидуални изложби на Георги Донов са излагани в галериите „Сапио“ (1992), „Аве“ (1997), „XXL“ (2000), „Леседра“ (2000), Софийската градска художествена галерия (2001), „Арт Алея“ (2004), „Шипка“ 6 (2005), Националната художествена галерия (2005) и „Викинг“ (2008) в София.
Участва в Симпозиума по скулптура в Бургас (2010), в юбилейната изложба в галерия „Сезони“ в София (2011), в „Диалог на поколенията“ в галерия-музей „Дечко Узунов“ в София (2012). През 2012 г. се представя в галерия „Шипка“ 6, а година по-късно в пловдивската галерия „Резонанс“ и в галерия „Аросита“ в София със самостоятелната изложба на скулптури и рисунки „Един следобед на мъдреца“.
Инсталацията му „Почит към Джон Атанасов“ е изложена на общобългарския събор в Рожен, проведен под патронажа на Президента на Република България (2000).
Участията на Георги Донов в колективни изложби включват годишните изложби на секция „Скулптура“ на СБХ, галерия „Шипка“ 6 (1992-2001), изложбата „Данте в България“, Равена (2001), проекта „10 мегафона от глина или един от образите на демокрацията“, осъществил се през 2002 пред Националния дворец на културата в София (2002), симпозиума Скулптура от дърво, Ясна поляна (2003), фестивала на изкуствата „Аполония“, Созопол (2003), симпозиума „Потапяне“, Созопол (2005), скулптурна инсталация „Да докоснеш хоризонта“ по време на 7-ото изложение в СБХ, галерия „Шипка“ 6 (2005).
Творби на Георги Донов са собственост на държавни и общински галерии в България, частни колекции в САЩ, Европа и Азия, както и в колекциите от съвременно изкуство на Ватикана, на Музея за съвременно изкуство MUMOK и Kunsthalle във Виена.

## Влияния
Критиката открива в творчеството му следи както от западния концептуализъм (Йозеф Бойс, Янис Кунелис), така и от философската система на исихазма.